# Реве, Одалис
Ода́лис Ре́ве Химе́нес (исп. Odalis Revé Jiménez; 15 января 1970, Сагуа-де-Танамо) — кубинская дзюдоистка средней весовой категории, выступала за сборную Кубы в конце 1980-х — середине 1990-х годов. Участница двух летних Олимпийских игр, олимпийская чемпионка, обладательница серебряных и бронзовых медалей чемпионатов мира, дважды чемпионка Панамериканских игр, четырёхкратная чемпионка панамериканских первенств, победительница многих турниров национального и международного значения.

## Биография
Одалис Реве родилась 15 января 1970 года в муниципалитете Сагуа-де-Танамо провинции Ольгин.
Первого серьёзного успеха на взрослом международном уровне добилась в 1988 году, когда впервые стала чемпионкой Кубы в лёгкой весовой категории и, попав в основной состав кубинской национальной сборной, побывала на панамериканском чемпионате в Буэнос-Айресе, откуда привезла награду золотого достоинства. Год спустя выступила на чемпионате мира в Белграде, где стала бронзовой призёркой. Ещё через год добавила в послужной список золотую медаль, полученную на панамериканском чемпионате в Каракасе. В 1991 году на мировом первенстве в Барселоне получила в лёгком весе серебро — в решающем поединке не смогла побороть итальянку Эмануэлу Пьерантоцци.
В 1992 году одержала победу на панамериканском чемпионате в канадском Гамильтоне и благодаря череде удачных выступлений удостоилась права защищать честь страны на летних Олимпийских играх в Барселоне, куда женское дзюдо впервые было включено в качестве полноценной дисциплины. Одолела здесь всех своих соперниц, в том числе в финале взяла реванш у итальянки Пьерантоцци, и завоевала тем самым золотую олимпийскую медаль.
После барселонской Олимпиады Реве осталась в основном составе команды Кубы по дзюдо на ещё один олимпийский цикл и продолжила принимать участие в крупнейших международных турнирах. Так, в 1994 году она приехала в чилийскую столицу Сантьяго и в четвёртый раз подряд одержала победу в зачёте панамериканских чемпионатов. В следующем сезоне была лучшей на Панамериканских играх в Мар-дель-Плате и выиграла серебряную медаль на чемпионате мира в Тибе, где в финальном матче была побеждена кореянкой Чо Мин Сон.
Будучи в числе лидеров кубинской национальной сборной, благополучно прошла квалификацию на Олимпийские игры 1996 года в Атланте. На сей раз попасть в призы не сумела, дошла до полуфинала и заняла итоговое пятое место, проиграв представительнице Нидерландов Клаудии Звирс. Вскоре по окончании этих соревнований приняла решение завершить карьеру профессиональной спортсменки, уступив место в сборной молодым кубинским дзюдоисткам.